# ريد باستين
ريد باستين (بالإنجليزية: Red Bastien)‏ هو مصارع محترف أمريكي، ولد في 27 يناير 1931 في بوتينو في الولايات المتحدة، وتوفي في 11 أغسطس 2012 في مينيتونكا في الولايات المتحدة بسبب مرض آلزهايمر.

## روابط خارجية
- ريد باستين على موقع CageMatch worker (الإنجليزية)
- ريد باستين على موقع قاعدة بيانات المصارعة على الإنترنت (الإنجليزية)